# Charles Collignon
Charles Edgard Collignon est un escrimeur français né le 7 septembre 1877 dans le 10e arrondissement de Paris, et mort le 26 avril 1945 dans le 15e arrondissement de Paris,.

## Biographie
Membre de l'équipe de France d'épée, il est champion olympique d'escrime par équipe dans cette discipline en 1908.

## Palmarès

### Jeux olympiques
- Jeux olympiques de 1908 à Londres (Grande-Bretagne) :
  -  Médaille d'or en épée par équipe

### Autres
- Tournoi à l'épée par équipe lors de la "Grande semaine de l'escrime", début juillet 1908 à Paris[6].